# Stazione di Voltana
La stazione di Voltana è una stazione ferroviaria a servizio del comune di Lugo, posta sulla linea Ferrara–Rimini.

## Struttura e impianti
La gestione degli impianti è affidata a Rete Ferroviaria Italiana (RFI) controllata del gruppo Ferrovie dello Stato.
Il fabbricato viaggiatori è una struttura in muratura a due piani. Il piano terra ospita i locali tecnici di RFI. All'interno dell'ex ufficio movimento è ancora presente il banco ACEI attivabile in caso di emergenza.
Il piazzale si compone di un solo binario ferroviario dedicato al trasporto passeggeri, servito da banchina.
Nel 2020 è stato rimosso il secondo binario (quello di deviata) ed i rispettivi deviatoi compreso il fascio dedicato all'ormai dismesso servizio merci; questi binari venivano normalmente usati come ricovero per i mezzi addetti alla manutenzione della linea.

## Movimento
La stazione è servita da treni regionali svolti da Trenitalia Tper nell'ambito del contratto di servizio stipulato con la Regione Emilia-Romagna.
I treni sono esclusivamente di tipo regionale.
A novembre 2019, la stazione risultava frequentata da un traffico giornaliero medio di circa 292 persone (147 saliti + 145 discesi).

## Servizi
La stazione è classificata da RFI nella categoria "Bronze".
- Biglietteria automatica